# Невероятните приключения на италианци в Русия
Невероятните приключения на италианци в Русия (на руски: „Невероятные приключения итальянцев в России“, на италиански: „Una matta, matta, matta corsa in Russia“ – „Едно лудо, лудо, лудо преследване из Русия“) е съвместна съветско-италианска комедия, приключенски филм в жанра „буфонада“, заснет през 1973 г. от режисьорите Елдар Рязанов и Франко Проспери.

## Сюжет
Руска имигрантка, умираща в една от болниците в Рим, разказва на внучката си Олга за съкровище, което е скрила в Ленинград под един лъв. Историята е чута не само от внучката, но и от един от лекарите, сестрите, пациент със счупен крак и местен мафиот. Всички те летят за Русия с един и същи самолет, но никой от тях не признава дестинацията си на останалите. В Ленинград италианските посетители се опитват да изровят съкровището под всяка статуя на лъв в града. В крайна сметка съкровището е иззето от милицията, а Олга остава в СССР, влюбена в красивия офицер от милицията Андрей.

## Създатели
- Сценаристи: Емил Брагински, Елдар Рязанов, Франко Кастелано, Джузепе Пиполо
- Режисьор: Елдар Рязанов
- Оператор: Габор Погани, Михаил Битс
- Художник на костюмите: Людмила Кусакова

## В ролите
- Андрей Миронов – Андрей Василиев, капитан (по-късно майор) от милицията и служител в криминалното разследване
- Нинето Даволи – Джузепе, санитар в италианска болница, приятел, колега и зет на Антонио (озвучен от Михайло Кононов)
- Антония Сантили – Олга, внучка на руска балерина (озвучена от Наталия Гурзо)
- Алигиеро Носкезе – Антонио Ломацо, санитар в италианска болница, приятел, колега и съпруг на сестра Джузепе (озвучен от Александър Белявски)
- Тано Чимароза – Росарио Агро, мафиот (озвучен от Михайло Глузки)
- Луиджи Балиста – лекар, който не е допуснат да слезе от самолета, защото няма паспорт (озвучен от Яков Беленкий)
- Евгений Евстигнеев – куц италианец с патерици
- Олга Аросева – майката на Андрей Василиев